# Nationale Al-Farabi Universiteit van Kazachstan
De Nationale Al-Farabi Universiteit van Kazachstan (Kazachs: Ál-Farabı atyndaǵy Qazaq Ulttyq Ýnıversıteti) is een nationale onderzoeksuniversiteit, gevestigd in Almaty, Kazachstan. De universiteit werd opgericht in 1934 als de Staatsuniversiteit van Kazachstan en kreeg een jaar na de Kazachse onafhankelijkheid haar huidige  naam, vernoemd naar de Oosterse filosoof Al-Farabi.
In de QS World University Rankings van 2020 staat de Nationale Al-Farabi Universiteit van Kazachstan wereldwijd op een 207de plaats, waarmee het hoogst genoteerde Kazachse universiteit op de ranglijst is.